# Paddle-Tennis

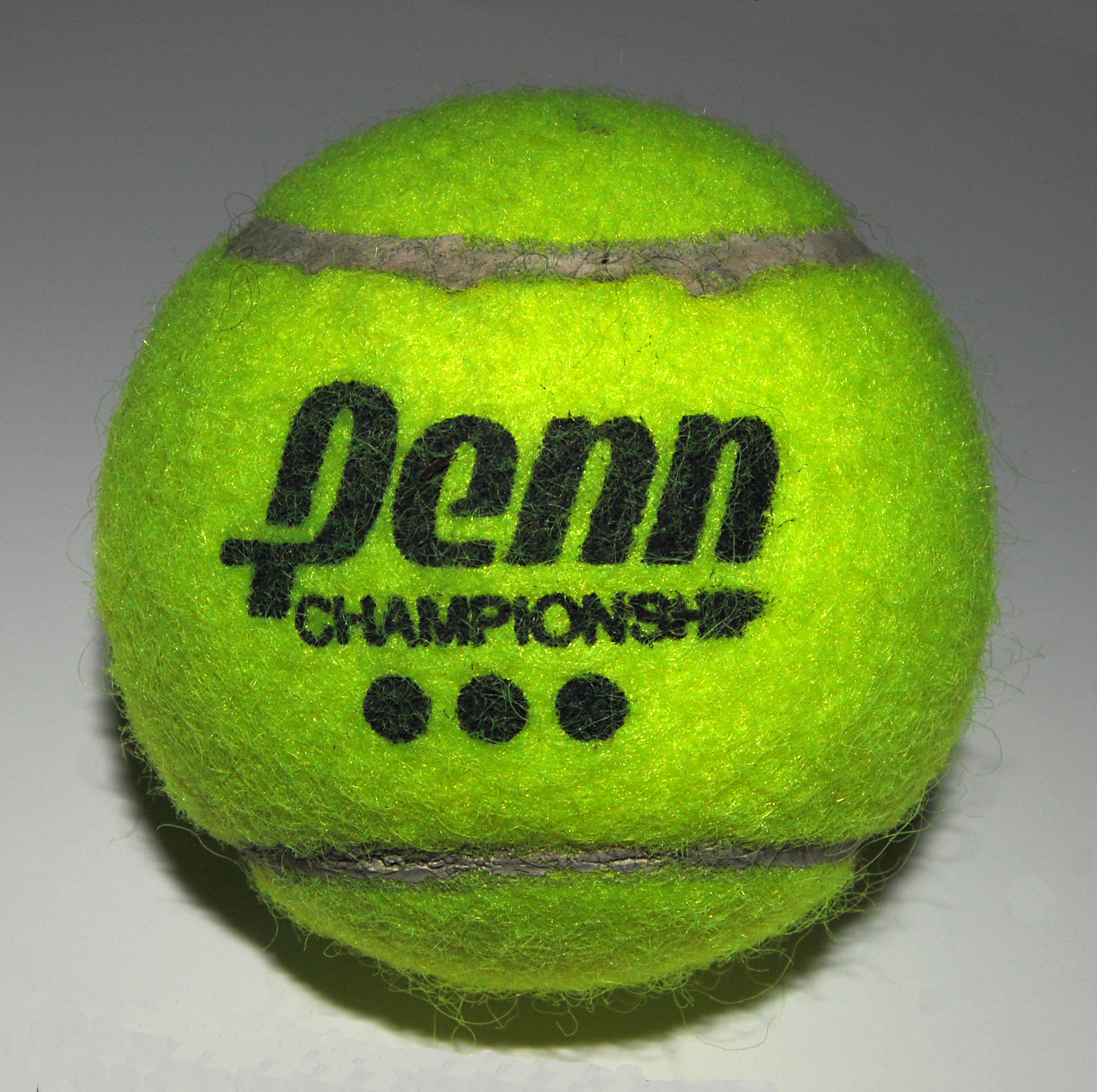
Ball (Symbolbild)

Paddle-Tennis (von engl. paddle; hier Paddel) ist ein vom Tennis abgeleitetes Rückschlagspiel.
Es gibt außer dem Paddle-Tennis, das Padel aus Spanien und Südamerika und noch weitere Varianten in den USA, wie etwa die Ost- und Westküstenversion von Paddle-Tennis selbst, Platform-Tennis genannt. Weiterhin existieren One-Wall und Four-Wall-Paddleball sowie eine Beach-Variante. Auch wenn der Einfluss von Tennis offensichtlich ist, gibt es auch Einflüsse von Spielen, die ihre Wurzeln in weitaus älteren Spielen haben, wie Jeu de Paume, Fronton oder im Baskenland Basque Pelota (Pelota Vasca).
Auf kleineren Feldern mit kurzen Schlägern ohne Bespannung wird es gespielt. Waren die Schläger früher aus Holz, bestehen sie heute mit wenigen Ausnahmen aus Kunststoff, der auch mit Kohlenstofffasern verstärkt sein kann. Die Spielfelder haben bis auf Ausnahmen die Spielfeldmarkierungen, die beim Tenniseinzelspiel Verwendung finden. Außerdem werden bei einigen Varianten die Wände der Spielbereichs- oder Spielfeldumrandung teilweise oder komplett den Regeln entsprechend mit einbezogen.
Weiterhin gibt es One-Wall und Four-Wall-Paddleball sowie eine Beach-Variante.

## Name
Paddle-Tennis ist ein älteres in den USA zu Beginn des 20. Jahrhunderts vom Episkopalpriester Frank Peer Beal in New York ins Leben gerufene Spiel.
Der Ursprung des Namens Paddle-Tennis bezieht sich auf die Ähnlichkeit der früher hauptsächlich aus Holz gefertigten Schläger zu Kanu-Paddeln.

## Merkmale des Spieles
Die Spielfeldmarkierungen entsprechen der im Tennis-Einzel verwendeten Spielfeldaufteilung, wobei beim Westküstenstil des Paddle-Tennis die Aufschlagsfelder mit einer weiteren Linie geteilt werden.
Beim Paddle-Tennis begrenzt das Spielfeld ein Zaun, der nicht mit ins Spiel einbezogen wird. Die Grundmaße des Paddle-Tennis-Spielfeldes sind 50 auf 20 Fuß, entsprechend ca. 15,2 auf 6,1 Meter. Die Schläger sind solide ohne Bespannung, früher zumeist aus Holz, heute zumeist aus Kunststoffmaterialien, wobei sich Paddle-Schläger eher an die alten Holzschläger anlehnen. Die Maße der Paddle-Schläger sind limitiert auf 18" Zoll in der Länge und 9,5" Zoll in der Breite, das entspricht ca. 46 cm in der Länge und 24 cm in der Breite.
Der Aufschlag darf nur als Unterhandschlag ausgeführt werden, wobei die Hüfthöhe als Grenze gilt, ähnlich zum Badminton.

## Geschichte des Paddle-Tennis
Die Wurzeln des Paddle-Tennis liegen circa hundert Jahre zurück. Der Episkopalpriester Frank Peer Beal wird als Begründer des Paddle-Tennis genannt. Sein Anliegen war es, Freizeitaktivitäten für die Kinder des Viertels Lower-Manhattan zu schaffen. Er konnte die Stadt New York dazu bewegen, Spielfelder im Washington Square Park in Greenwich Village einzurichten, was im Jahr 1915 geschah. Das erste Turnier wurde 1922 ausgetragen und ein Jahr später wurde die United States Paddle Tennis Association ins Leben gerufen. Im Jahr 1941 wurde Paddle-Tennis in nahezu 500 US-amerikanischen Städten gespielt.
Murray Geller, ein bekannter Spieler der 1940er und 1950er Jahre, modernisierte das Spiel, um es interessanter für Erwachsene zu machen. Geändert wurde unter anderem die Spielfeldgröße und die Einführung des Aufschlags von unten. 

## Verbreitung
Hauptsächlich wird es in den Vereinigten Staaten und in Italien gespielt.

## Das Paddle-Spiel
Paddle-Tennis ist ähnlich wie Tennis und kann von vier Spielern im Doppel gespielt werden. Der beim Paddle-Tennisball hat reduzierten Druck und fliegt dadurch langsamer. Die Schläger sind ohne Saiten solide und können um leichter zu werden gebohrt werden.
Das Spielfeld misst zwischen den Grundlinie 15,24 Meter und ist 6,09 Meter breit. Von dieser Linie 0,91 Meter entfernt ist die Aufschlagline. So entsteht eine 3,04 × 6,70 Meter große Aufschlagzone.
Das Netz ist 0,78 Meter hoch. An der Westküste der Vereinigten Staaten wird in 3,66 Meter Entfernung parallel zum Zaun eine Sperrlinie gezogen. Während des Spieles müssen alle Spieler beide Füße hinter dieser Begrenzungslinie halten, bis der Spieler, der den Aufschlag erhält, den Ball getroffen hat.
Ein zweiter Aufschlag ist nur erlaubt, wenn der Ball das Netz berührt und im Feld landet. Wie beim Tennis wird auf 5 Sätze gespielt. Berührt der Ball die Wand oder den Zaun, ist der Ballwechsel vorbei.